# Salling

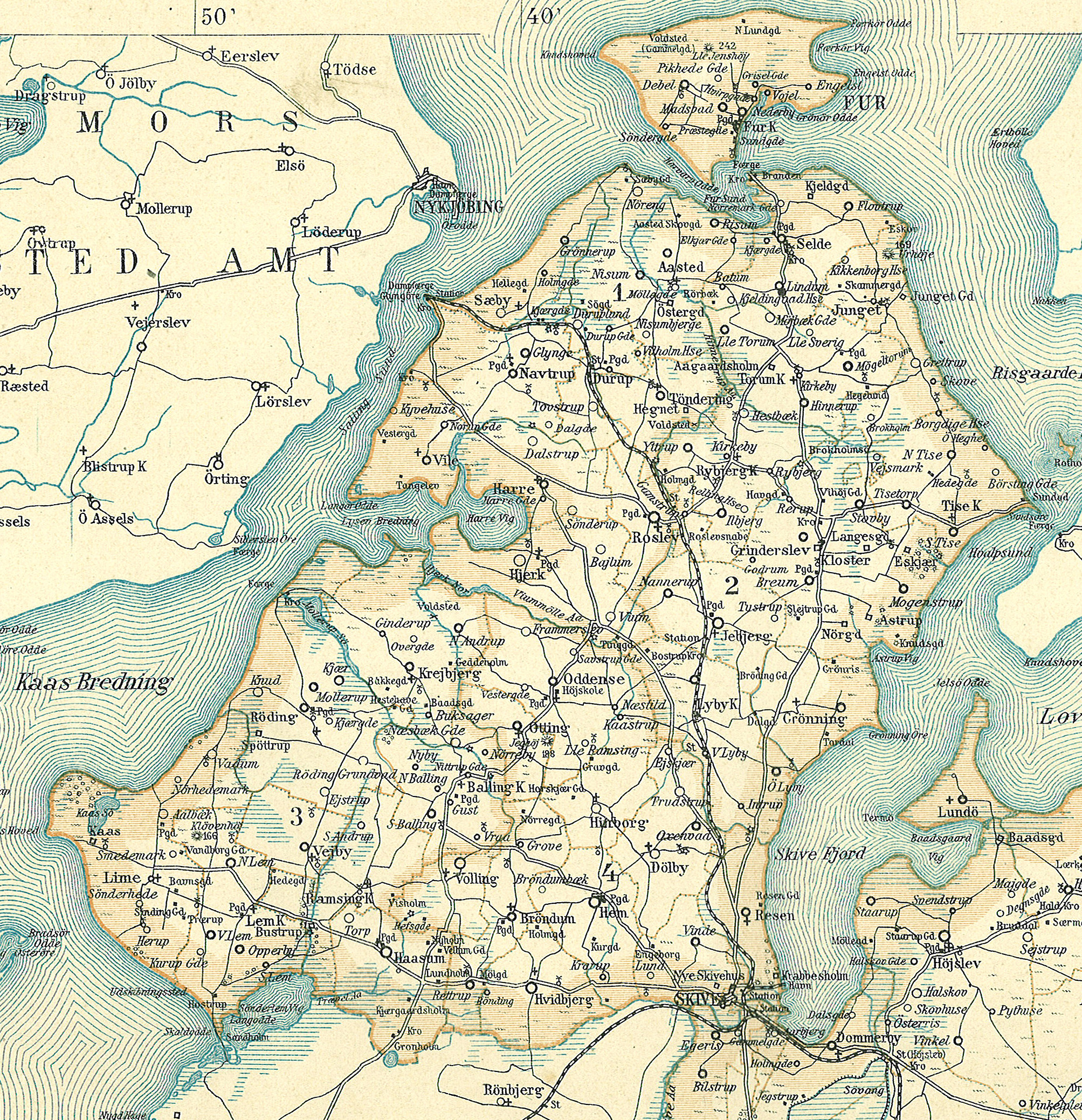
Halvön Salling med ön Fur mot nord

Salling är en halvö i Limfjorden i Danmark. Söderut hänger halvön ihop med resten av Jylland, men skiljer sig geologiskt från närliggande områden i syd. På södra delen av Sallinge ligger medeltidsborgen Spøttrup.
Den tidigare järnvägslinjen Sallingbanen har, på en 29 kilometer lång sträcka, byggts om till cykel- och vandringsleden Salling Natursti.
Från 2007 ligger hela Salling inom Skive kommun.